# Jaki Liebezeit
Jaki Liebezeit (n. 26 mai 1938, Dresda, Germania Nazistă – d. 22 ianuarie 2017, Köln, Germania) a fost un baterist german, probabil cel mai cunoscut ca unul dintre membrii fondatori ai trupei Can.